# François-Nicolas-Benoît Haxo
François-Nicolas-Benoît Haxo (Lunéville, 24 giugno 1774 – Parigi, 25 giugno 1838) è stato un ingegnere, generale e nobile francese.
Fu uno dei più grandi ingegneri militari francesi della storia dopo Vauban, riorganizzò la scuola d'ingegneria di Mézières. Già tecnico dell'esercito di Napoleone Bonaparte, nel 1832 partecipò all'assedio di Anversa.
Sfruttando il metodo delle parallele del Vauban riuscì a far capitolare la piazzaforte in poco tempo.

## Biografia
François-Nicolas-Benoît Haxo nacque a Lunéville ed iniziò la sua carriera militare nel corpo del genio nel 1793. In quell'anno infatti terminò i suoi studi alla scuola di artiglieria ed ingegneria di Chalons-sur-Marne dalla quale uscì col grado di sottotenente. Già dal 1794 ottenne il rango di capitano nell'Armata del Reno e nel 1796 frequentò l'École Polytechnique.
Nel 1801, divenne comandante di un battaglione che prese parte alla capitolazione del forte di Bard (1º giugno 1800) al seguito dell'Armata d'Italia nella campagna di Napoleone.
Studiando le opere di Vauban, all'inizio dell'Ottocento si specializzò nella riparazione e nel rinforzo di opere di ingegneria militare come nel caso di Besançon, Bregille e Chaudanne. 
Nel 1807 venne chiamato dal sultano a Costantinopoli per migliorare le difese militari della città e le sue fortificazioni. Si portò quindi in Italia al seguito del generale Chasseloup. Nel 1809, venne promosso maggiore e si distinse nel secondo assedio di Saragozza. Napoleone lo nominò personalmente colonnello. Haxo prese parte alla battaglia di Wagram e fece poi ritorno nella penisola iberica per condurre le operazioni d'assedio al seguito dell'armata di Louis-Gabriel Suchet in Catalonia ed a Valencia. Nel 1810, venne promosso generale di brigata e ottenne il titolo nobiliare di barone nel 1811. In quello stesso si preoccupò della fortificazione delle fortezze tedesche occupate dai francesi in vista di una possibile invasione russa.
Nel 1812, divenne capo geniere del I corpo d'armata del generale Louis-Nicolas Davout, e dopo la ritirata dei francesi da Mosca, venne promosso al rango di generale di divisione. Nel 1813 si occupò delle fortificazioni di Amburgo in assistenza alle operazioni del generale Davout. Il 30 agosto venne ferito e preso prigioniero assieme al generale Dominique Vandamme nel corso della battaglia di Kulm.
Dopo la Restaurazione, Luigi XVIII di Francia era intenzionato a conferire ad Haxo il comando della Guardia Reale, ma il generale rimase fede a Napoleone e rifiutò l'incarico. Durante i Cento Giorni, Haxo predispose le fortificazioni di Parigi e combatté nella battaglia di Waterloo.
Nel 1815 con la seconda Restaurazione venne sollevato da ogni incarico, ma nel 1819 venne nominato ispettore generale delle fortificazioni di frontiera (Grenoble, Besançon, Dunkirk, St. Omer, Sedan, the Fort Lock, Belfort e Bitche), incarico che questa volta accettò. Fu inoltre parte del consiglio di guerra chiamato a giudicare il comportamento del generale Charles Lefebvre-Desnouettes e votò per la sua morte.

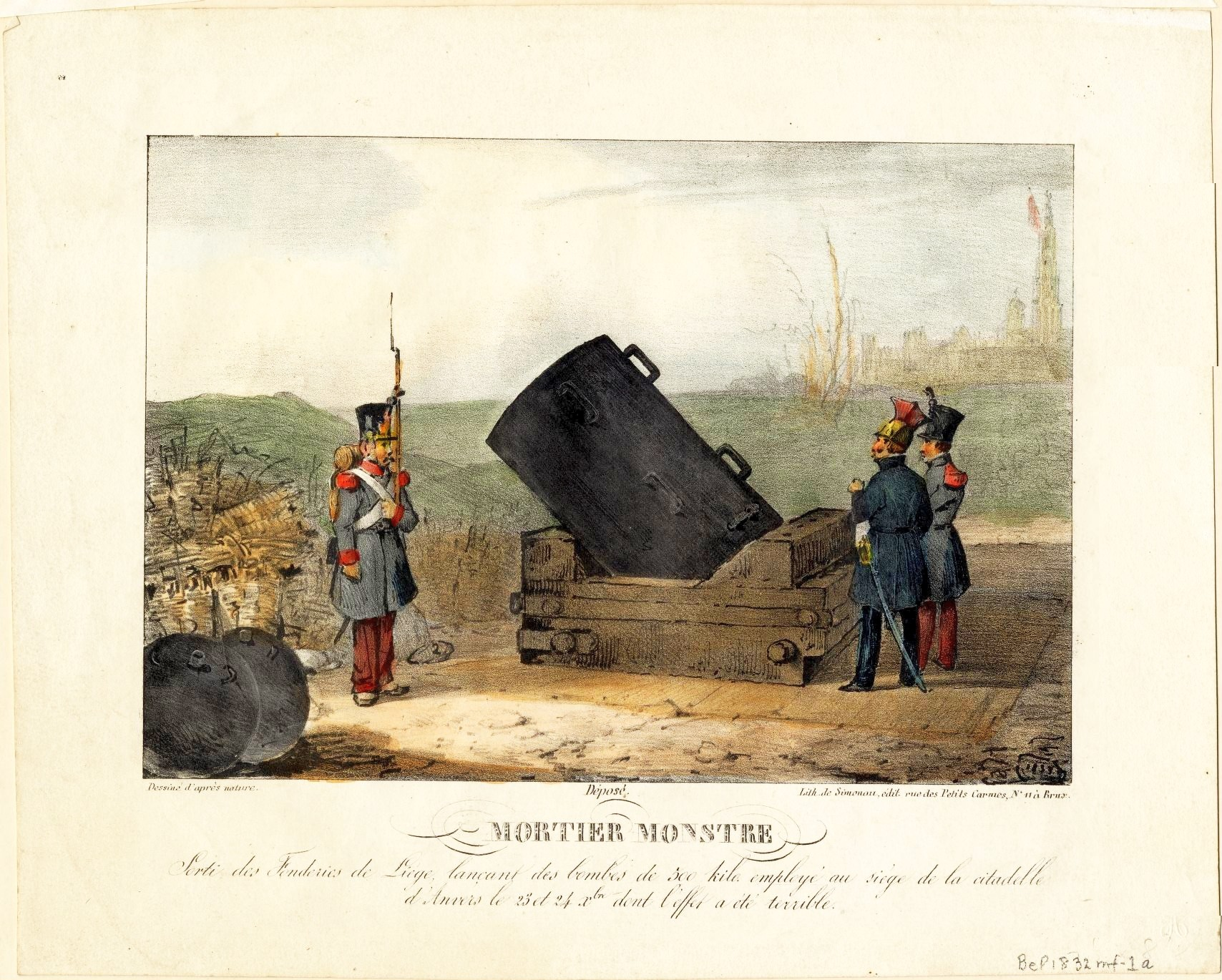
Il Monster Mortar utilizzato per l'assedio alla cittadella di Anversa

Promosso al grado di grand'ufficiale della Legion d'onore da Luigi Filippo di Francia, venne da questi ammesso alla Camera dei Pari nel 1832 e nel 1833 ottenne la gran croce, oltre al rango di consigliere di stato e membro della commissione delle fortificazioni.
L'intervento francese in Belgio lo coinvolse direttamente nell'assedio di Anversa. Sotto il generale Étienne Maurice Gérard, Haxo diresse l'assedio surclassando gli avversari. La fortezza venne costretta alla resa nel giro di tre settimane, facendo terminare le ostilità il 23 dicembre 1832.
Negli ultimi anni della sua vita si dedicò alla scrittura, componendo Mémoire sur le figure du terrain dans les cartes topographiques (Parigi, s.d.), e una biografia del generale Jean François Aimé Dejean (1824).
Il generale Haxo morì a Parigi il 25 giugno 1838.

## La casamatta Haxo

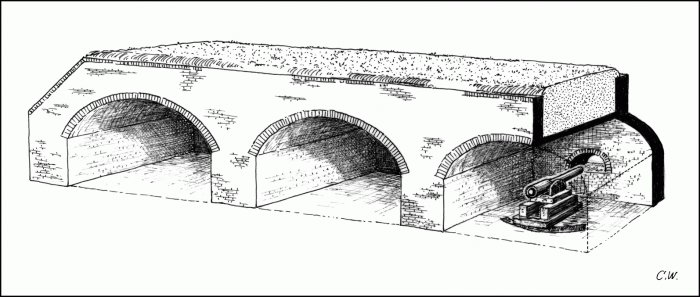
Una casamatta Haxo a tre postazioni

Al generale Haxo si deve il progetto di una tipologia innovativa di casamatta che ideò durante il suo soggiorno a Danzica nel 1811, in risposta alla necessità di preservare le postazioni di artiglieria quadrate durante le fasi finali di un possibile assedio. Disposta a parapetto e destinata a garantire la protezione dei cannoni posti in essa, la casamatta Haxo era costituita da una cella realizzata in muratura, con volta troncoconica aperta posteriormente, il che permetteva di evacuare rapidamente i fumi della polvere nera utilizzata all'epoca in artiglieria. La parte superiore era invece protetta da uno spesso argine di terra per assorbire l'urto degli eventuali proiettili, formando una sorta di guscio protettivo che impediva la rottura della casamatta. Così protetta contro il fuoco verticale, diretto e di rimbalzo, questa batteria consentiva un uso efficiente e rapido dei vari pezzi d'artiglieria. Esempi di queste casematte si possono trovare in molte fortificazioni progettate dallo stesso Haxo: nella cittadella di Belfort, al forte di Bregille (piazza di Besançon), al forte di Sainte-Foy (Lione), al forte de l'Île Pelée a Cherbourg, al Fort des Salettes a Briançon, lungo il collegamento sotterraneo tra Villefranche-de-Conflent e Fort Liberia. Anche il Fort Saint Catherine alle Bermuda ha anche casematte Haxo.